# Luis Miguel Sánchez Cerro
Luis Miguel Sánchez Cerro (Piura, 12 augustus 1889 - Lima, 30 april 1933) was een Peruviaans officier en president van Peru. Als luitenant-kolonel maakte hij met een staatsgreep een einde aan het 11 jaar durende dictatorschap van Augusto Leguía y Salcedo. Nadat Manuel María Ponce Brousset het presidentschap voor 2 dagen had overgenomen werd Cerro op 27 augustus 1930 gekozen als nieuwe president. 
Na 6 maanden werd Cerro in ballingschap gestuurd en vervangen door Mariano Holguín als president. Hij stelde zich bij de Peruviaanse presidentsverkiezingen van 1931 kandidaat voor de Unión Revolucionaria en werd zo voor de tweede maal president.
Op 30 april 1933 schoot Abelardo de Mendoza, een lid van de Partido Aprista Peruano, hem door het hart op de Hipódromo de Santa Beatriz. Hij bevond zich hier om 20.000 nieuwe rekruten te bekijken voor een oorlog met Colombia.